# Deizam
Deizam, filozofsko-religijsko stajalište po kojem Bog postoji i stvorio je svijet, ali nakon stvaranja više ne utječe na povijest i događaje u svijetu. Javlja se u Europi u doba prosvjetiteljstva, dijelom kao posljedica širenja vjerske tolerancije i pokušaja nalaženja zajedničkoga u svim religijama; dijelom je i etapa u odvajanju filozofskih promišljanja od utjecaja Crkve. Fracuski termin déisme potječe od latinske riječi deus što znači Bog. Deizam je bio osobito prihvaćen među engleskim filozofima i autorima. Među poznatijim predstavnicima su i francuski filozof i prosvjetitelj Voltaire te princ matematičara, Gauss.

## Karakteristike
Deizam utemeljuje postojanje boga u racionalnom mišljenju, argumentima i dokazima; odbacuje mogućnost da bi se bog prikazao čovjeku kroz čuda, objave ili riječi iz Biblije, Kurana i ostalih knjiga. Odbacuje naučavanja i dogme svih religija, i u suprotnosti je s panteizmom, teizmom i ateizmom. Iako razumom zaključujemo da bog postoji, utjecanje bogu molitvom i poniznošću neće uroditi plodom, jer je odsutan iz svijeta i ne utječe na zbivanja u univerzumu koji je stvorio.
Deistički nauk počiva na sljedećim principima:
- Bog je stvorio svemir i sve u njemu, navio ga kao sat i distancirao se od njega,
- Bog se ne prikazuje niti je postojao u ljudskoj formi,
- Čovjek se ne može približiti Bogu ni kroz jednu religiju ili rituale,
- Bog nema odabrani narod,
- Čuda se ne događaju.
- Sve što se događa u svijetu djelo je prirodnih i fizikalnih zakona koje je ustanovio Bog, a zadatak je znanosti da ih racionalno i empirijski objasni.

U početku se na deizam gledalo kao na jednu vrstu radikalnog kršćanstva koje nije vjerovalo u čuda, pojave i Bibliju. U kasnim godinama 20. stoljeća deizam se ne asocira s kršćanstvom niti bilo kojom drugom religijom.

## Predstavnici
U 18. stoljeću se terminom "deizam" označavalo različita, ponekad i vrlo udaljena stajališta i naučavanja. Istaknuti predstavnici deizma u Engleskoj su Edward Herbert of Cherbury, Thomas Woolston, John Toland, Matthew Tindal, A. C. Shaftesbury, u Francuskoj Voltaire i Jean-Jacques Rousseau, u Njemačkoj Hermann Samuel Reimarus, J. G. von Herder i Immanuel Kant, u SAD-U George Washington i Benjamin Franklin.

## Francuska revolucija
Premda deizam nije vezan uz praktičnu vjeru i religijske obrede, u Francuskoj je zbog revolucije krajem 18. stoljeća uzet kao podloga za uvođenje državne religije. Nakon Francuske Revolucije, državne vlasti su zabranile katoličku vjeru (sudjelovanje na misi nerijetko se kažnjavalo smrću) te je uvedena državna deistička religija pod nazivom "Kult Razuma i Višnjeg Bića", franc. Culte de la Raison et de l'Être suprême. Nakon što je njen tvorac i glavni akter revolucionarnog terora Maximilien Robespierre pogubljen na giljotini 28. srpnja 1794. godine, nova religija više nije smatrana državnom, a Napoleon Bonaparte ju je ubrzo i službeno zabranio nakon što je između Francuske i Svete Stolice 1801. sklopljen konkordat.